# Ја, робот (филм)
Ја, робот (енгл. I, Robot) је амерички научнофантастични филм премијерно приказан 16. јула 2004. године. Сниман је на локацијама у Канади (Ванкувер). Главне улоге тумаче Вил Смит и Бриџет Мојнахан.

## Радња
Година је 2035. и детектив Дел Спунер истражује смрт изванредног и ексцентричног научника, Алфреда Ленинга. Спунеру помаже психолог др Сузан Kалвин, и његова смрт је у почетку окарактерисана као самоубиство. Међутим, Спунер сумња да је робот извршио злочин. То се чини незамисливим, јер роботима управљају Три закона роботике, који налажу да робот никад не сме наудити нити дозволити некоме да науди људском бићу. Док Спунер и Kалвинова истражују смрт, схватају да је робот заиста извршио злочин. У истрази им помаже и сам доктор Ленинг, који се појављује као холограм и открива да је у време своје смрти радио на тајном пројекту.

## Улоге
| Глумац          | Улога               |
| --------------- | ------------------- |
| Вил Смит        | Дел Спунер          |
| Бриџет Мојнахан | Сузан Калвин        |
| Алан Тудик      | Сони                |
| Џејмс Кромвел   | Др Алфред Ланинг    |
| Брус Гринвуд    | Лоренс Робертсон    |
| Адријан Рикард  | Бака                |
| Шај Макбрајд    | Поручник Џон Бергин |
| Џери Васерман   | Балдез              |
| Фиона Хоган     | В. И. К. И          |
| Шаја Лабаф      | Фарбер              |

## Зарада
- Зарада у САД - 144.801.023 $
- Зарада у иностранству - 202.433.893 $
- Зарада у свету - 347.234.916 $